# Niklas Kronthaler
Niklas Kronthaler (* 14. Mai 1994) ist ein österreichischer Volleyballspieler.

## Karriere
Kronthaler spielte beim österreichischen Bundesligisten Hypo Tirol Volleyballteam Innsbruck. 2017 gewann der Sohn des Managers Hannes Kronthaler mit dem Verein die nationale Meisterschaft. 2017 wurde er als einziger Österreicher in den Kader des neugegründeten deutsch-österreichischen Bundesligisten Hypo Tirol Alpenvolleys Haching übernommen.  Mit den Alpenvolleys schied er in der Saison 2017/18 im Achtelfinale des DVV-Pokals aus, erreichte aber in den Bundesliga-Playoffs das Halbfinale. Die gleichen Ergebnisse gab es in der Saison 2018/19.